# Les Caillols
Les Caillols est un quartier du 12e arrondissement de Marseille.

## Origine du nom
Le nom Caillol est à la fois un patronyme et un toponyme, l'un et l'autre largement répandus en Provence, sous des formes variées. L'annuaire téléphonique de Marseille possède plus de 100 entrées pour le nom Caillol. À Marseille il existe, outre les Caillols, un quartier nommé la Cayolle (9e arrondissement), à Bouc-Bel-Air un hameau nommé les Caillols, et dans les Hautes-Alpes une commune nommée Saint-Michel-de-Chaillol (variante vivaro-alpine du nom) et un hameau nommé Chaillolet.
L'origine du mot "caillols" vient de l'Occitan caiol, qui veut dire pierre.
Selon Robert Bouvier, deux frères nommés Caillol auraient acheté une propriété située dans un vallon au pied de Saint-Julien. Comme cela est arrivé à plusieurs autres endroits de la périphérie marseillaise (Château Gombert, les Camoins, etc.), la paroisse voisine prit leur nom, puis le village. Certains remettent en cause cette théorie car l'arbre généalogique de la famille Caillol ne comporterait pas de frères Thomas et Pierre.

## Histoire
Ce village, paisiblement installé au creux d'un vallon, à l'abri de la colline de Saint-Julien et à l'écart de la vallée de l'Huveaune, était jusqu'au début du XXe siècle, un de ces nombreux petits villages campagnards entourant la ville de Marseille. On y parvenait en montant d'abord à Saint-Barnabé, puis en redescendant dans le vallon par ce que les vieux marseillais appellent encore le « chemin » des Caillols, ou éventuellement en contournant la colline par la Pomme. On y pratiquait une agriculture de subsistance, un peu d'élevage, et quelques bourgeois y avaient leurs "campagnes".
Au cours des années 1950, l'urbanisation commença à approcher du village. Quelques villas grignotèrent la colline, un groupe de HLM s'installa à l'entrée du village, puis des lotissements émergèrent aux environs, ainsi qu'un stade et enfin un collège. La fin du siècle vit la création du centre urbain des Caillols, ensemble résidentiel et commercial partagé avec le quartier voisin de la Pomme, et desservi depuis 2007 par la ligne 1 du tramway de Marseille, son terminus.
Le vieux village reste néanmoins intact, avec son église, sa grand-rue, sa place et ses ruelles.

## Lieux et monuments
- En quittant le village par le boulevard des Libérateurs, on accède au Centre d'entraînement Robert-Louis-Dreyfus, lieu d'entraînement de l'Olympique de Marseille

## Quartiers limitrophes
- Les Trois Lucs
- Saint-Julien
- La Fourragère
- Saint-Marcel